# 벨뷔궁

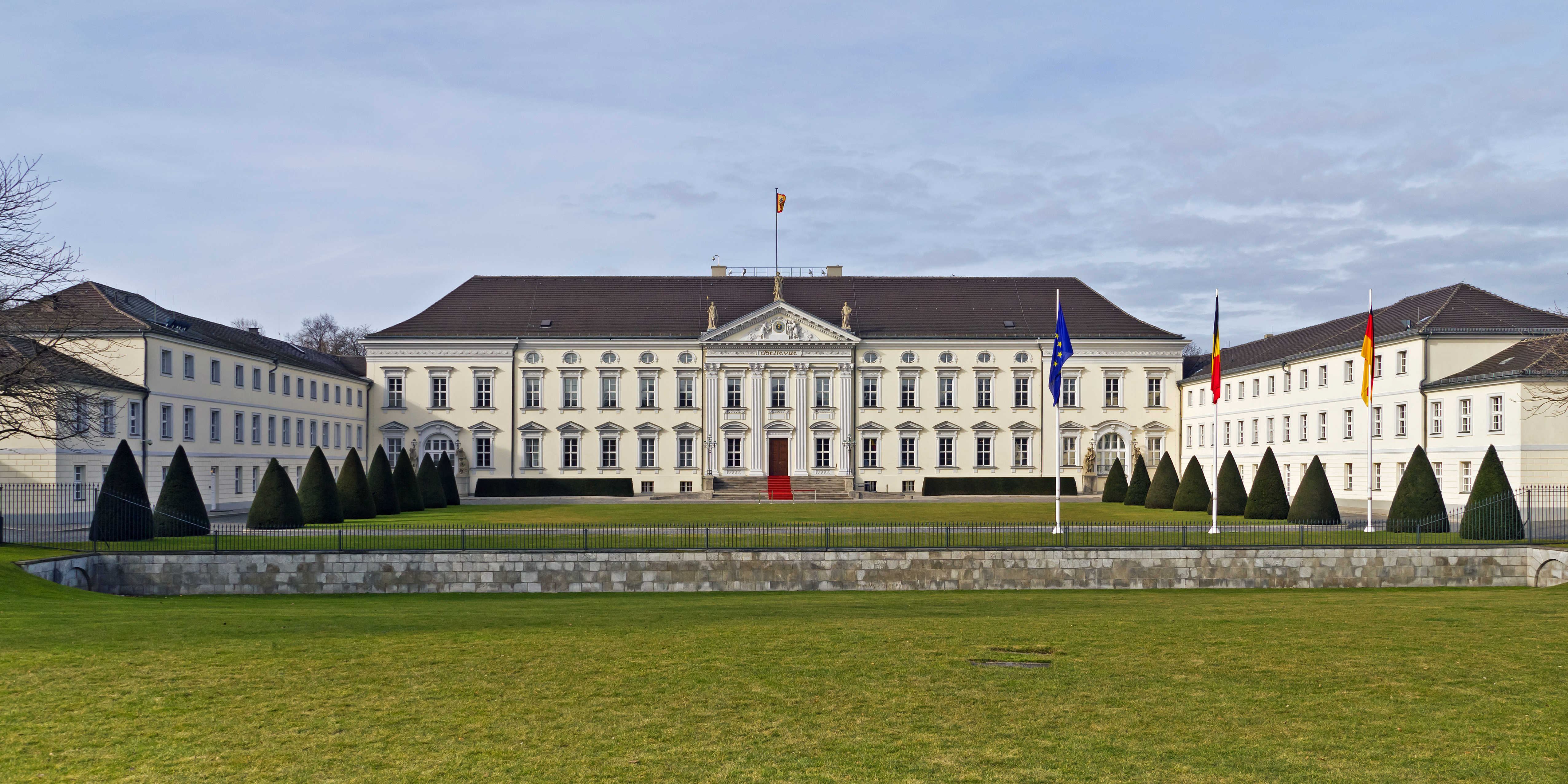
벨뷔궁

벨뷔궁(독일어: Schloss Bellevue)은 독일 베를린 티어가르텐 지역에 있는 궁전이다. 1994년 이후로 독일의 대통령 관저로 이용되고 있다. 베를린 전승기념탑 근처의 슈프레강 기슭에 위치하고 있다.

## 같이 보기
- 연방총리청 (독일)